# Rockbox
 (avril 2012).
Si vous disposez d'ouvrages ou d'articles de référence ou si vous connaissez des sites web de qualité traitant du thème abordé ici, merci de compléter l'article en donnant les références utiles à sa vérifiabilité et en les liant à la section « Notes et références ».
Rockbox est un micrologiciel libre pour baladeurs numériques. Lancé en 2002, le projet a été initialement implanté sur le baladeur Archos Studio, à la suite de mécontentements d’utilisateurs envers de sévères limitations dans l’interface livrée et les opérations permises avec le système.
Programme libre et open source, Rockbox est destiné à remplacer ou à cohabiter avec le firmware d'origine de certains baladeurs numériques, notamment des marques Apple, Archos, iRiver & Toshiba. Rockbox supporte une vaste plage de formats audio offrant ainsi à des lecteurs qui ne les géraient pas initialement la possibilité de les lire, et ajoute en outre un certain nombre de réglages, de fonctionnalités et d'applications.

## Fonctionnalités
- Radio FM
- Support étendu des formats audio
- Support du ReplayGain
- Lecture (en) gapless (sans coupure entre les morceaux)
- Réglages audio avancés
- Parcours des fichiers par arborescence ou par tags
- Interface de navigation vocale pour les utilisateurs aveugles et mal-voyants,
- Entièrement personnalisable et paramétrable
- Fonction Sleep, date, heure
- Applications supplémentaires : calculatrice, calendrier, texte…
- De nombreux jeux, dont rockboy (émulateur Game Boy fondé sur gnuboy), ou encore Doom.

## Formats audio reconnus
- Formats compressés avec pertes de données (lossy)
  - MP3 (.mp3)
  - OGG Vorbis (.ogg)
  - AAC (choisi par Apple ou Real Networks) (.aac .m4a .mp4)
  - MPC (.mpc)
  - AC3
- Formats compressés sans pertes de données (lossless)
  - FLAC (.flac)
  - Wavpack (.wv)
  - Shorten (.shn)
  - ALAC (Apple lossless) (.alac)
  - Monkey's Audio (.ape)
- Formats non compressés
  - WAV (Waveform Audio File Format développé par Microsoft et IBM) (.wav)
  - AIFF (développé par Apple) (.aiff)

Rockbox gère la lecture dite gapless de sorte qu’aucune interruption du son ne soit perceptible entre les morceaux (utile en cas d’écoute de concert ou pour certains albums à pistes continues, comme The Dark Side of the Moon de Pink Floyd).

## Cas particulier de Rockbox sur les iPods
L'implantation de Rockbox sur l’iPod a été facilitée par la mise au point d’un boot loader développé par les équipes du projet iPodLinux. Rockbox est compatible avec tous les iPods "classiques" de la 1re à la 7ème génération (iPod 120/160Go), les iPod Mini 1G et 2G et Nano 1G et 2G, mais pas avec l'iPod Touch, ni avec le Shuffle.
L’installation de ce micrologiciel parallèle sur l'iPod n’est théoriquement pas risquée : aucun cas d’iPod rendu défectueux par l’installation ou l’utilisation d’un second firmware (iPodLinux ou Rockbox) n’a été recensé. Cependant en cas d'erreur l’installation de Rockbox modifie la partition du disque destinée à la récupération, et il reste envisageable qu’un iPod puisse être endommagé par cette manipulation.

### Les avantages de Rockbox
La lecture de fichiers protégés par des DRM est impossible avec Rockbox.